# Григорян, Маркос
Маркос Григорян (1925 — 2007) — ирано-армянский художник, один из основателей иранского современного искусства.
Григорян родился в семье армянских эмигрантов в городе Кропоткин, Краснодарского края. В 1930 году семья перебралась в Иран. Григорян учился в Академии изящных искусств в Риме. В 1954 г. вернулся в Иран и открыл галерею Esthétique в Тегеране. Организатор первого Тегеранского биеннале (1958). С 1977 г. жил в разных странах, по приглашению союза художников СССР посетил Москву и Ленинград.
Большое количество своих работ подарил Армении в 1993 году: они составили основу экспонатов Музея ближневосточного искусств, расположенного в здании Музея литературы и искусства имени Егише Чаренца. Умер в Ереване.
Работы Григоряна хранятся в Тегеранском музее современного искусства, музее Метрополитен и Национальной галерее Армении.
В январе 2025 года было заявлено, что в здании по ереванской улице Анрапетутян будет основан филиал Музея литературы и искусства, посвященный творчеству Маркоса Григоряна.